# Lavinia Agache
Lavinia Agache (n. 11 februarie 1968, Căiuți, România) este o gimnastă română de talie mondială, actualmente retrasă din activitatea competițională, care a fost laureată cu aur și bronz olimpic la  Los Angeles 1984. S-a retras din activitate competițonală în anul 1984 când a suferit o accidentare la genunchi, dar a revenit în anul 1991 la Campionatele Mondiale profesioniste. Este căsătorită cu Tom Caney și locuiește în Statele Unite ale Americii unde a devenit antrenoare de gimnastică.